# All Shall Perish
All Shall Perish est un groupe de deathcore américain, originaire d'Oakland, en Californie. Formé en 2002, le groupe combine plusieurs genres du metal : death metal, deathgrind, metalcore et sludge metal.

## Biographie

### Débuts et Nuclear Blast (2002–2008)
C'est en 2002 que All Shall Perish est formé, à la suite de la séparation de trois groupes : End of All, Antagony, et Boof. Les membres fondateurs étaient Matt Kuykendall, Ben Orum, et Mike Tiner. Ils enregistrent et publient ensuite leur démo en 2003, qui attire l'attention du label japonais Amputated Vein Records. Le 19 avril 2003, le groupe lance son premier album Hate. Malice. Revenge. (réédité en 2005 sous le label Nuclear Blast).
En 2006, il publie son deuxième album The Price of Existence, reçu positivement par la critique, et tournent un vidéoclip du premier single, Eradication. Le groupe publie son troisième album studio, Awaken the Dreamers le 16 septembre 2008, toujours sous le label Nuclear Blast. Environ 5 500 exemplaires sont vendus dès la première semaine. Le guitariste et chanteur Caysen Russo Craig Bétit ne fera son apparition que sur les albums studio du groupe et sera remplacé successivement par Chris Storey et Hernan « Eddie » Hermida. All Shall Perish effectue plusieurs tournées couronnées de succès à travers l'Amérique en 2006, et participe également au The Darkness Over Europe Tour 2007. Bray Almini (Suffokate) remplacera occasionnellement Mike Tiner à la basse au cours de la tournée.
En septembre 2008, le groupe parcourt la Russie, devenant par la même occasion le premier groupe de metal américain à visiter la Sibérie, avec des concerts à Irkoutsk, Novossibirsk, Tomsk et Omsk. Le groupe fait également partie du festival européen Hell on Earth Tour 2008. Le 11 novembre 2008, le groupe enregistre la vidéo de son single Never... Again dans le centre-ville de Los Angeles, sous la direction de Gary Smithson.

### Changements (2009–2010)
Le 5 février 2009, All Shall Perish annonce sur son site le départ du guitariste Chris Storey, qui sera remplacé par Jason Richardson. Le groupe publie alors la déclaration suivante: « Nous allons faire toutes les tournées et festivals à venir ! Nous avons un excellent remplaçant nommé Jason Richardson. Impossible d'attendre pour voir tout le monde sur la route ! Nous serons en tête d'affiche pour la tournée Atticus Clothing et une tonne de festivals importants en Europe. Nous avons également quelques surprises! »
Après avoir terminé sa tournée Night of the Living Shred, le groupe retourne en Californie afin d'écrire un quatrième opus qui devrait sortir le 26 juin 2011 aux États-Unis et le 29 juin 2011 en Europe. Au début de 2010, Jason Richardson quitte All Shall Perish pour rejoindre Born of Osiris. Le 5 juin, le groupe annonce un nouveau line-up. Le batteur Matt Kuykendall est remplacé par Adam Pierce (anciennement Sea of Treachery) ainsi que le nouveau guitariste pour les tournées qui sera Francesco Artusato (Hiss of Atrocities),.

### This Is Where It Ends(2010–2015)
Le quatrième album studio du groupe, This Is Where It Ends, est publié le 26 juillet 2011 aux États-Unis et le 29 juillet 2011 en Europe. Une société appelée World Digital porte plainte le 20 avril 2012 contre 80 fans du groupe pour avoir perdu $150 000 en téléchargement illégal de l'album sur BitTorrent. Cette action menée par la compagnie s'est effectué sans l'avis du groupe, ce qui mène All Shall Perish à s'allier avec ses fans contre la procédure judiciaire. Cette procédure est annulée sous la demande du groupe.
Le 12 décembre 2012, Ben Orum, guitariste et membre fondateur de All Shall Perish, quitte le groupe pour des obligations familiales. Durant la tournée In Flames, il sera remplacé par Rob Maramonte de Fallujah. Cependant, il rejoint le groupe de death metal Oblivion en tant que bassiste et compositeur. Hermida se joint à Suicide Silence le 3 octobre 2013. Le 4 octobre 2013, All Shall Perish annonce qu'il continuera malgré le départ de Hermida.

### Nouvel album (depuis 2015)
Le 21 octobre 2015, All Shall Perish annonce le retour de Hernan « Eddie » Hermida et du guitariste Chris Storey, aux côtés des membres fondateurs Matt Kuykendall, Ben Orum, et Caysen Russo (désormais à la basse). Le groupe note aussi que Craig Betit participera au chant. Le bassiste Mike Tiner, dernier membre original de la formation avant le retour d'Orum, Kuykendall, et Russo, décline l'invitation. Francesco Artusato et le batteur Adam Pierce ne font plus partie du groupe. Ils annoncent également l'arrivée de Lucas Durecki, et le titre de leur nouvel album.

## Style musical et thèmes
Le groupe s'inspire principalement du metal européen, en particulier du death metal suédois. En 2005, le batteur Matt Kuykendall explique que le groupe s'inspire d'un bon nombre d'autres groupes et de musiciens comme Opeth, Cannibal Corpse, At the Gates, Dying Fetus, Irate, Blood Has Been Shed, Hatebreed, The Beatles, Journey, Michael Jackson, Rush, et The Police.
Les paroles du groupe touchent à plusieurs thèmes différents, principalement la politique (contrôle du gouvernement, fascisme, contrôle des sociétés...). Par exemple, la chanson Black Gold Reign de l'album Awaken the Dreamers fait référence aux pays tirant du pétrole leur principale source de revenus.

## Membres

### Membres actuels
- Ben Orum – guitare rythmique (2002–2012, depuis 2015)
- Matt Kuykendall – batterie (2002–2010, depuis 2015)
- Craig Betit – chant (2002–2003, depuis 2015)
- Caysen Russo – guitare basse (depuis 2015), guitare solo (2002–2003)
- Hernan « Eddie » Hermida – chant (2003–2013, depuis 2015)
- Chris Storey – guitare solo (2003–2009, depuis 2015)
- Lucas Durecki - guitare (depuis 2015)

### Anciens membres
- Mike Tiner – guitare basse (2002–2015)
- Jason Richardson – guitare solo (2009–2010)
- Francesco Artusato – guitare solo (2010–2015)
- Adam Pierce – batterie (2010–2015)
- Rob Maramonte – guitare rythmique (2012–2015)

### Membres de tournée
- Luke Jaeger - guitare rythmique (Sleep Terror)
- Bray Almini – guitare basse (Suffokate)
- Ian Webb – guitare rythmique

## Discographie

### Albums studio
- 2003 : Hate. Malice. Revenge.
- 2006 : The Price of Existence
- 2008 : Awaken the Dreamers
- 2011 : This Is Where It Ends

### Clips vidéo
- Eradication
- There's Nothing Left